# Ximena Ríos
Ximena Elizabeth Ríos Zárate (Tuxtla Gutiérrez, 26 de julio de 2001) es una futbolista mexicana, Nacionalizada Costarricense que juega como defensa en el Club América y en la Selección femenina de fútbol sub-17 de México.

## Trayectoria
Debutó en Club América en el Torneo Apertura 2017. Fue convocada a la Selección de fútbol para Copa Mundial Femenina de Fútbol Sub-17 de 2018 que se realiza en Uruguay.

## Estadísticas
Actualizado al último partido jugado el 28 de enero de 2019.
| Club América Femenil México                                                                                            |               |               |    |   |   |   |    |    |      |      |      |
| 1.ª |               |               |    |   |   |   |    |    |      |      |      |
| A-2017 | 9             | 1             | 0  | 0 | 0 | 0 | 9  | 1  | 0.11 |      |      |
| C-2018 | 9             | 0             | 0  | 0 | 0 | 0 | 9  | 0  | 0.00 |      |      |
| A-2018 | 9             | 0             | 0  | 0 | 0 | 0 | 9  | 0  | 0.00 |      |      |
| C-2019 | 17            | 1             | 0  | 0 | 0 | 0 | 17 | 1  | 0.05 |      |      |
| A-2019 | 15            | 0             | 0  | 0 | 0 | 0 | 15 | 0  | 0.00 |      |      |
| Total club | Total club    | 59            | 2  | 0 | 0 | 0 | 0  | 59 | 2    | 0.03 |      |
| Total carrera | Total carrera | Total carrera | 59 | 2 | 0 | 0 | 0  | 0  | 59   | 2    | 0.03 |
| (2) Incluye datos de Primera División Femenil de México (2017-Act.). (2) Incluye datos de Copa MX Femenil (2017-Act.). |               |               |    |   |   |   |    |    |      |      |      |

## Palmarés

### Campeonatos nacionales
| Título           | Club    | País   | Año  |
| ---------------- | ------- | ------ | ---- |
| Primera División | América | México | 2018 |